# الشيخة ربيعة
الشيخة ربيعة مغنية راي جزائرية.  من مواليد مدينة غليزان  عام (1944 -) 

## حياتها

### النشأة
ولدت الشيخة ربيعة في غليزان بالجزائر، وهي ابنة مصفف شعر "محارب قديم في الحرب العالمية الأولى" وأمها كانت خياطة. بدأت الغناء في سن 11 عندما اكتشفت غناء النساء خلال الاحتفالات وحفلات الزفاف. قام هؤلاء المغنون، الذين يطلق عليهم اسم المداحات، بأداء الألحان على خلفية الإيقاع أمام التجمعات النسائية الحصرية. إنها تبلغ من العمر 14 عامًا وتريد أن تتعلم جميع أنواع الأوسمة، حتى أسياد الفلوت أو «الشيخ»، ممنوع حتى الآن على النساء. هؤلاء «الأسياد» يحتفلون بالشعر البدوي ويرجلون في الشؤون الجارية. 
ترمز هذه الأغاني، المزيّنة بالموسيقى المتناغمة لفلوت الخيزران، «القصبة»، إلى عبور هذين التقاليد العميقة، أحدهما ذكوري والآخر أنثوي، والذي سيولد لاحقًا موسيقى الراي. اسم الشيخة (عشيقة الأغنية) تُعطى للشيخة ربيعة البالغة من العمر 18 عامًا. ولدت موسيقى شعبية جديدة من اللقاء بين الأغنية وإيقاعات «المداحات»، وألحان مزامير «الشيخ» من حيث اسم الشيخة («عشيقة الغناء») كما يوضح الصحفي إيليان أزولاي. من الستينيات، غنت الشيخة ربيعة في ملهى الجزائر العاصمة حيث قابلت نجاحًا كبيرًا أمام جمهور من الذكور فقط.

## هجرتها لفرنسا
في عام 1977، هاجرت المغنية ذات الثلاثين من العمر إلى فرنسا مع زوجها وأطفالها الثمانية وبدأت حياة مهنية جديدة. تغادر العاصمة الجزائرية متوجهة إلى باريس حيث تكتسب وتدير حانة صغيرة في شارع des Pyrénées ، بينما تستمر في تقديم عروضها في الملاهي المجتمعية الصغيرة في العاصمة (من ستالينغراد إلى غوت دور). 

### طلاقها
بعد طلاقها، تأتي فترة صعبة، يجب عليها أن تكرس نفسها لتعليم أطفالها وليس لديها خيار سوى التوقف عن الغناء. بعد خمس سنوات، كبر أطفالها، وهي تبيع قهوتها وتبدأ في الغناء مرة أخرى في عطلة نهاية الأسبوع. بعد نجاحات قياسية عديدة في الجزائر.

## تسجيلات
- في عام 1999 سجلت ألبومها الأول في فرنسا  مع  تسجيلات فيرجن: أنا هاك، صوتها الخشن حساس لا يسمح بأي استرخاء: الشيخة ربيعة تجمع تواريخ الحفلات الموسيقية، وتناوب المقاطع في المهرجانات المشهورة كما في المراكز الثقافية في الضواحي، الحانات أو القاعات المرموقة.
- في عام 2006، قابلت الشيخة ربيعة المنتج الموسيقي دينا دويب الذي سجلت معه ألبوم Liberti حيث تم ملاحظة فكرة وجود بنية موسيقية جديدة في موسيقى الراي القديمة. تكتشف أن شخصيتها تهم الأجيال الجديدة من موسيقي الكهرباء والصخور.
- في عام 2012، في سن الثامنة والستين، عهدت الشيخة ربيعة إلى دينة دويب بالإبداع الموسيقي لأغاني جديدة لتسجيل ألبوم جديد. ربيعة تعني الغضب بالإسبانية والربيع باللغة العربية وترمز إلى هذه الموسيقى الجديدة التي تستمد إلهامها من موسيقى الروك وهيكليا من الموسيقى الإلكترونية.
- في عام 2012، شملت المجموعة مشاركة "Guitar Hero" Yan Péchin والموسيقي Dinah Douieb وعازف الجيتار Nicolas Baby من فرقة FFF. «هذه الموسيقى، التي ولدت في وهران، غنت في باريس، تم بثها بشكل كبير على مشاعر الرغبة الغامضة»، كما أوضحت فيرونيك مورتين.[3] تغني بالوحدة، والحنين إلى الانفصال، وكأس النسيان، ودموع الحب، والهروب من الليل... الشيخة ربيعة هي آخر مطربة لها صدى قوي ومخترق، ولديها نغمة استثنائية. خطير. انقلب القلب والجسم، وقعنا في الرقص وفي نشوة . تقترح دينة دويب المشروع الموسيقي الإلكتروني الجديد وتقوم حالياً بعمل فيلم وثائقي عن تاريخ الراي من خلال صورة الشيخة ربيعة .

## روابط خارجية
- الشيخة ربيعة على موقع ميوزك برينز (الإنجليزية)
- الشيخة ربيعة على موقع أول ميوزيك (الإنجليزية)
- الشيخة ربيعة على موقع ديسكوغز (الإنجليزية)